# Herré
Herré je naselje in občina v francoskem departmaju Landes regije Akvitanije. Naselje je leta 2009 imelo 130 prebivalcev.

## Geografija
Kraj leži v pokrajini Gaskonji 43 km vzhodno od Mont-de-Marsana.

## Uprava
Občina Herré skupaj s sosednjimi občinami Arx, Baudignan, Betbezer-d'Armagnac, Créon-d'Armagnac, Escalans, Estigarde, Gabarret, Lagrange, Losse, Lubbon, Mauvezin-d'Armagnac, Parleboscq, Rimbez-et-Baudiets in Saint-Julien-d'Armagnac sestavlja kanton Gabarret s sedežem v Gabarretu. Kanton je sestavni del okrožja Mont-de-Marsan.

## Zanimivosti
- notredamska cerkev;